# Szajkasze

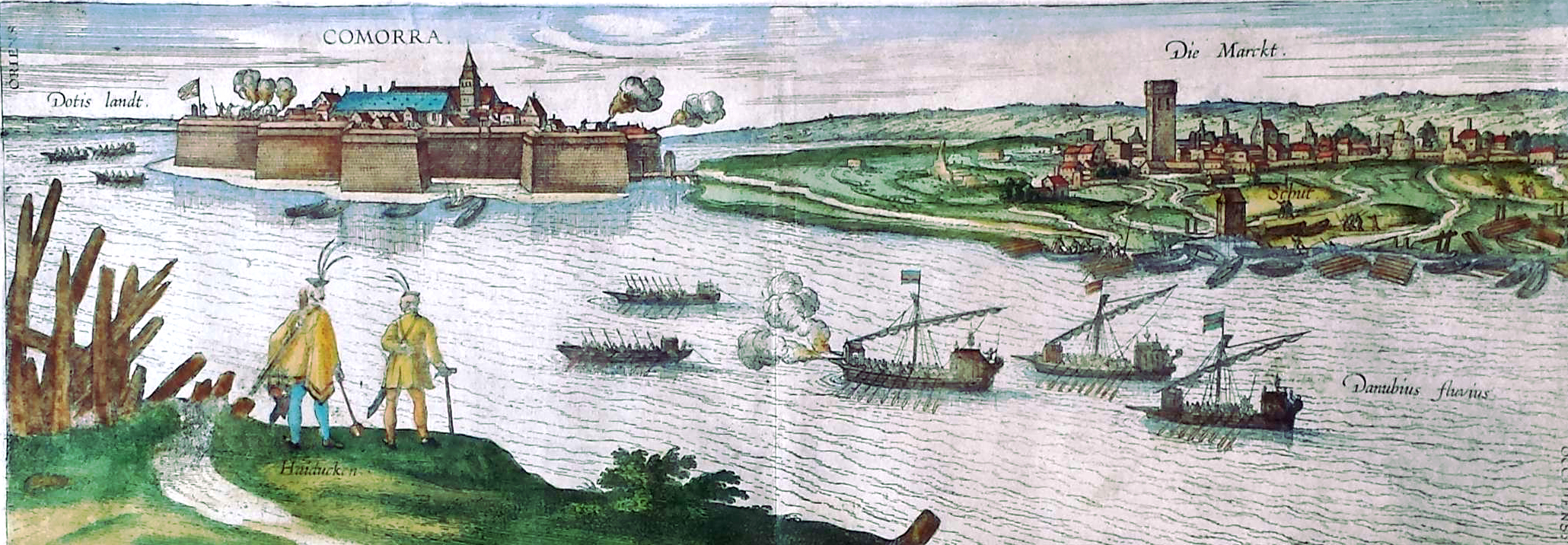
Szajkasze w rejonie Komarna (XVI-wieczna rycina)

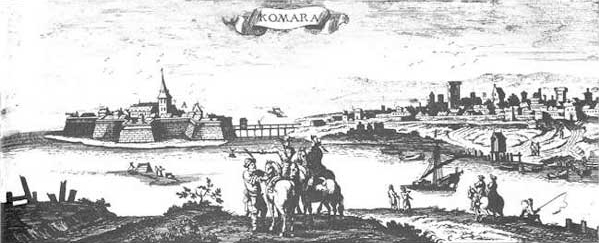
Szajkasze w rejonie Komarna (XVI w.)

Szajkasze (serb. Šajkaši, niem. Tschaikisten) – formacja sił rzecznych na Dunaju, powstała jako część flotylli węgierskiej, następnie austriackiej, o odrębnym statusie.
Znaczenie szajkaszy wzrosło w czasach ekspansji osmańskiej z Półwyspu Bałkańskiego na tereny Panonii. Skłoniło to króla węgierskiego Macieja Korwina do podjęcia działań w kierunku reorganizacji floty rzecznej. Skład tej formacji zasilony został przez ludność serbską po upadku Królestwa Serbii. Szanując sposób życia Serbów w ich ojczyźnie, król sformował szajkaszy na zasadzie wspólnoty rodzinnej lub drużyny. Do wspólnoty należały rodziny, których członkowie służyli na rzekach pod banderą „z mieczem lub wiosłem”. Monarcha węgierski zezwalał szajkaszom żyć wraz z rodzinami w obozach, przez co w trakcie działań wojennych towarzyszyły im żony i dzieci. W czasach pokoju mieszkali i gospodarowali w swych osadach korzystając z określonych przywilejów szlacheckich.
Główną jednostką pływającą używaną przez szajkaszy była czajka (serb. šajka), statek o napędzie wiosłowym lub łódź podobna do niewielkiej galery z jednym masztem (lub bez niego) i zazwyczaj uzbrojona w jedno działo.
Pisząc o szajkaszach historyk Gavrilo Vitković wyraził się o nich w następujący sposób: „Męstwem i wytrwałością prześcignęli samych Spartan”. Królowi węgierskiemu przydała się pomoc walecznych Serbów, „którzy odznaczali się budową zabójczych łodzi i sztuką walki na wodzie”.
W bitwie pod Petrovaradinem w 1526, w przeddzień bitwy pod Mohaczem, szajkasze pod dowództwem despoty Radiča Božića pokonali flotę Osmanów. Z drugiej strony jedną z przyczyn upadku Belgradu w 1521 upatruje się w odmowie walki przez szajkaszy z najeźdźcą tureckim, gdy latami zalegano ze spłatą ich żołdu. Po podbiciu Królestwa Węgier przez Osmanów, Austria, której przypadła część ziem węgierskich, osiedliła sporą liczbę szajkaszy na obszarze dzisiejszej Słowacji w celu stworzenia własnej floty dunajskiej (znanej tam jako čajkári).
Szajkasze stanowili część austriackiej floty rzecznej na Dunaju aż do XIX wieku. Od nich też wzięła swą nazwę prowincja Šajkaška w dzisiejszej Baczce w Serbii.
Główną jednostką pływającą szajkaszy była czajka (serb. šajka), okręt o napędzie wiosłowym lub łódź podobna do małej galery z jednym masztem lub bez masztu i zazwyczaj uzbrojona w jedno działo.